# Okręgowe rozgrywki w piłce nożnej woj. białostockiego (1932)

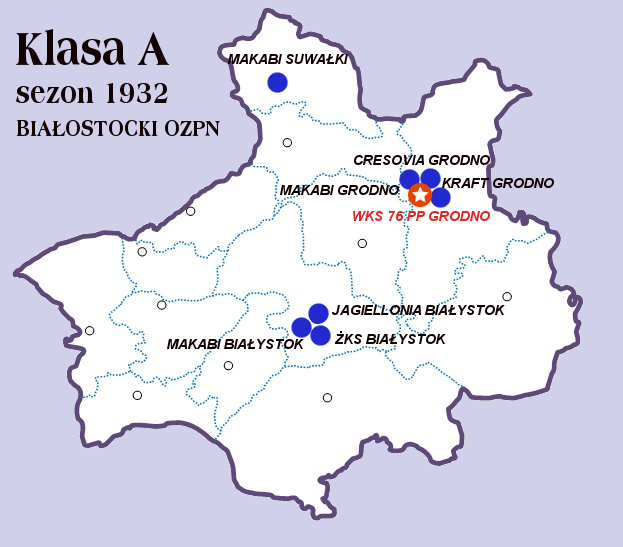
Klasa A Białystok 1932

4. Edycja okręgowych rozgrywek w piłce nożnej województwa białostockiego

27 stycznia 1932 w wyniku połączenia WKS 42 Pułku Piechoty, który posiadał sekcję piłki nożnej i lekkoatletyki (1920) oraz Klubu Sportowego Związku Młodzieży Wiejskiej z silną lekkoatletyczną sekcją (1927), powstał nowy klub Jagiellonia Białystok  przejmujący tradycję 42 PP. Ideą połączenia było stworzenie silnego wielosekcyjnego klubu. Pierwszym honorowym prezesem został patron klubu Wojewoda Białostocki Marian Zyndram-Kościałkowski.
| Centralne | I poziom ligowy   | Liga                                    | Liga                                    | Liga                                    | Liga                                    |
| Okręgowe  | II poziom ligowy  | Klasa A                                 | Klasa A                                 | Klasa A                                 | Klasa A                                 |
| Okręgowe  | III poziom ligowy | Klasa B - gr.I                          | Klasa B - gr.II                         | Klasa B - gr.III                        | Klasa B - gr.IV                         |
| Okręgowe  | IV poziom ligowy  | Klasa C (Brak danych co do ilości grup) | Klasa C (Brak danych co do ilości grup) | Klasa C (Brak danych co do ilości grup) | Klasa C (Brak danych co do ilości grup) |

## Klasa A - II poziom rozgrywkowy
| Lp. | Drużyna               | M  | Z  | R | P  | Bramki | Bramki | Różn. | Pkt. | Uwagi          |
| --- | --------------------- | -- | -- | - | -- | ------ | ------ | ----- | ---- | -------------- |
| 1   | WKS 76 PP Grodno      | 14 | 13 | 0 | 1  | 55     | 14     | +41   | 26   | Elim. do Ligi  |
| 2   | Jagiellonia Białystok | 14 | 11 | 1 | 2  | 47     | 22     | +25   | 23   |                |
| 3   | Makabi Grodno         | 14 | 6  | 3 | 5  | 23     | 20     | +3    | 15   |                |
| 4   | ŻKS Białystok         | 14 | 6  | 1 | 7  | 24     | 34     | -10   | 13   |                |
| 5   | Kraft Grodno          | 14 | 6  | 0 | 8  | 18     | 37     | -19   | 12   |                |
| 6   | Cresovia Grodno       | 14 | 4  | 1 | 9  | 21     | 25     | -4    | 9    |                |
| 7   | Makabi Suwałki (b)    | 14 | 3  | 2 | 9  | 21     | 35     | -14   | 8    |                |
| 8   | Makabi Białystok      | 14 | 2  | 2 | 10 | 13     | 35     | -22   | 6    | Spadek do kl.B |

- WKS 42 PP przekształcił się w klub BKS Jagiellonia Białystok
- Do klasy B spadł zespół Makabi Białystok, awansował Hapoel Białystok.
- Drużyna WKS 76 PP Grodno rozegrała eliminację do Ligi, które przegrała i w następnym sezonie wystąpi w klasie A.

## Klasa B - III poziom rozgrywkowy

### Eliminacje do klasy A
Eliminacje toczyły się systemem pucharowym.

Finał: Hapoel Białystok : Makabi Wołkowysk 6:1 (trzeci mecz na neutralnym boisku w Grodnie)

Wcześniejsze wyniki: Hapoel : Makabi 2:2, Makabi : Hapoel 1:1.

### Runda zasadnicza
Były 4 grupy klasy B, brak danych co do ilości występujących zespołów, składów grup i wyników. Do eliminacji o klasę A przystąpiły z pewnością drużyny Hapoela Białystok, Makabi Wołkowysk, ŁKS Łomża plus jedna nieznana.
| Grupa I (białostocka) | Grupa I (białostocka) | Grupa I (białostocka) | Grupa I (białostocka) | Grupa I (białostocka) | Grupa I (białostocka) | Grupa I (białostocka) | Grupa I (białostocka) | Grupa I (białostocka) | Grupa I (białostocka) | Grupa I (białostocka) |
| Lp.                   | Drużyna               | M                     | Z                     | R                     | P                     | Bramki                | Bramki                | Różn.                 | Pkt.                  | Uwagi                 |
| --------------------- | --------------------- | --------------------- | --------------------- | --------------------- | --------------------- | --------------------- | --------------------- | --------------------- | --------------------- | --------------------- |
| 1                     | Hapoel Białystok      |                       |                       |                       |                       |                       |                       |                       |                       | ELim. do kl.A         |
| ?                     | Makabi II Białystok   | 1                     |                       |                       |                       | 4                     | 0                     | +4                    | 2                     |                       |
| ?                     | ŻKS II Białystok      | 1                     |                       |                       |                       | 0                     | 4                     |                       | 0                     |                       |
| ?                     | b.d.                  |                       |                       |                       |                       |                       |                       |                       |                       |                       |

Mecze: 
- 1.05.1932 - Makabi II Białystok : ŻKS II Białystok 4:0

| Grupa II (łomżyńsko-białostocka) | Grupa II (łomżyńsko-białostocka) | Grupa II (łomżyńsko-białostocka) | Grupa II (łomżyńsko-białostocka) | Grupa II (łomżyńsko-białostocka) | Grupa II (łomżyńsko-białostocka) | Grupa II (łomżyńsko-białostocka) | Grupa II (łomżyńsko-białostocka) | Grupa II (łomżyńsko-białostocka) | Grupa II (łomżyńsko-białostocka) | Grupa II (łomżyńsko-białostocka) |
| Lp.                              | Drużyna                          | M                                | Z                                | R                                | P                                | Bramki                           | Bramki                           | Różn.                            | Pkt.                             | Uwagi                            |
| -------------------------------- | -------------------------------- | -------------------------------- | -------------------------------- | -------------------------------- | -------------------------------- | -------------------------------- | -------------------------------- | -------------------------------- | -------------------------------- | -------------------------------- |
| 1                                | ŁKS Łomża                        | 6                                |                                  |                                  |                                  | 38                               | 7                                | +31                              | 12                               | ELim. do kl.A                    |
| ?                                | Promień Białystok                | 3                                |                                  |                                  |                                  | 2                                | 7                                | -5                               | 0                                |                                  |
| ?                                | Kraft Białystok                  | 3                                |                                  |                                  |                                  | 4                                | 15                               | -11                              | 2                                |                                  |
| ?                                | ŻKS Bielsk Podlaski              | 3                                |                                  |                                  |                                  | 6                                | 20                               | -14                              | 2                                |                                  |
| ?                                | Jutrznia Białystok               | 2                                |                                  |                                  |                                  | 2                                | 8                                | -6                               | 0                                |                                  |
| ?                                | Jagiellonia II Białystok         | 1                                |                                  |                                  |                                  | 6                                | 1                                | +5                               | 2                                |                                  |

Mecze:    
- 21.05.1932 - ŻKS Bielsk Podlaski : ŁKS Łomża 2:7
- 26.06.1932 - ŁKS Łomża : Promień Białystok 1:0
- 24.07.1932 - Kraft Białystok : ŁKS Łomża 1:7
- 11.09.1932 - Promień Białystok : ŁKS Łomża 1:4
- 26.09.1932 - ŁKS Łomża : Kraft Białystok 7:1
- 3.10.1932 - ŁKS Łomża : ŻKS Bielsk Podlaski 12:2
- 1.05.1932 - Kraft Białystok : Jutrznia Białystok 2:1
- 15.05.1932 - ŻKS Bielsk Podlaski : Promień Białystok 2:1
- 15.05.1932 - Jagiellonia II Białystok : Jutrznia Białystok 6:1

| Grupa III (grodzieńska) | Grupa III (grodzieńska) | Grupa III (grodzieńska) | Grupa III (grodzieńska) | Grupa III (grodzieńska) | Grupa III (grodzieńska) | Grupa III (grodzieńska) | Grupa III (grodzieńska) | Grupa III (grodzieńska) | Grupa III (grodzieńska) | Grupa III (grodzieńska) |
| Lp.                     | Drużyna                 | M                       | Z                       | R                       | P                       | Bramki                  | Bramki                  | Różn.                   | Pkt.                    | Uwagi                   |
| ----------------------- | ----------------------- | ----------------------- | ----------------------- | ----------------------- | ----------------------- | ----------------------- | ----------------------- | ----------------------- | ----------------------- | ----------------------- |
| 1                       | b.d.                    |                         |                         |                         |                         |                         |                         |                         |                         | ELim. do kl.A           |
| ?                       | Cresovia II Grodno      | 1                       |                         |                         |                         | 8                       | 1                       | +7                      | 2                       |                         |
| ?                       | Kraft II Grodno         | 1                       |                         |                         |                         | 1                       | 8                       | -7                      | 0                       |                         |
| ?                       | b.d.                    |                         |                         |                         |                         |                         |                         |                         |                         |                         |

Mecze: Cresovia II Grodno : Kraft II Grodno 8:1
| Grupa IV (grodzieńska) | Grupa IV (grodzieńska) | Grupa IV (grodzieńska) | Grupa IV (grodzieńska) | Grupa IV (grodzieńska) | Grupa IV (grodzieńska) | Grupa IV (grodzieńska) | Grupa IV (grodzieńska) | Grupa IV (grodzieńska) | Grupa IV (grodzieńska) | Grupa IV (grodzieńska) |
| Lp.                    | Drużyna                | M                      | Z                      | R                      | P                      | Bramki                 | Bramki                 | Różn.                  | Pkt.                   | Uwagi                  |
| ---------------------- | ---------------------- | ---------------------- | ---------------------- | ---------------------- | ---------------------- | ---------------------- | ---------------------- | ---------------------- | ---------------------- | ---------------------- |
| 1                      | Makabi Wołkowysk       |                        |                        |                        |                        |                        |                        |                        |                        | ELim. do kl.A          |
| ?                      | b.d.                   |                        |                        |                        |                        |                        |                        |                        |                        |                        |
| ?                      | b.d.                   |                        |                        |                        |                        |                        |                        |                        |                        |                        |
| ?                      | b.d.                   |                        |                        |                        |                        |                        |                        |                        |                        |                        |

## Klasa C - IV poziom rozgrywkowy
Brak danych dotyczących ilości grup i występujących zespołów.

## Źródła
- Jerzy Górko, Piłkarskie Dzieje Podlasia, Żelechów: sendsport.pl księgarnia kibica, [cop. 2010], ISBN 978-83-61418-03-0, OCLC 823782412. Brak numerów stron w książce
- Klubowa historia polskiej piłki nożnej do 1939 roku Tom I, regiony, baraże, frekwencja. Jan Goksiński, ISBN 978-83-935604-3-1
- Dziennik Białostocki rok 1932
- Przegląd Sportowy rok 1932
- Stadjon rok 1932